# Bernardino Bravo Lira

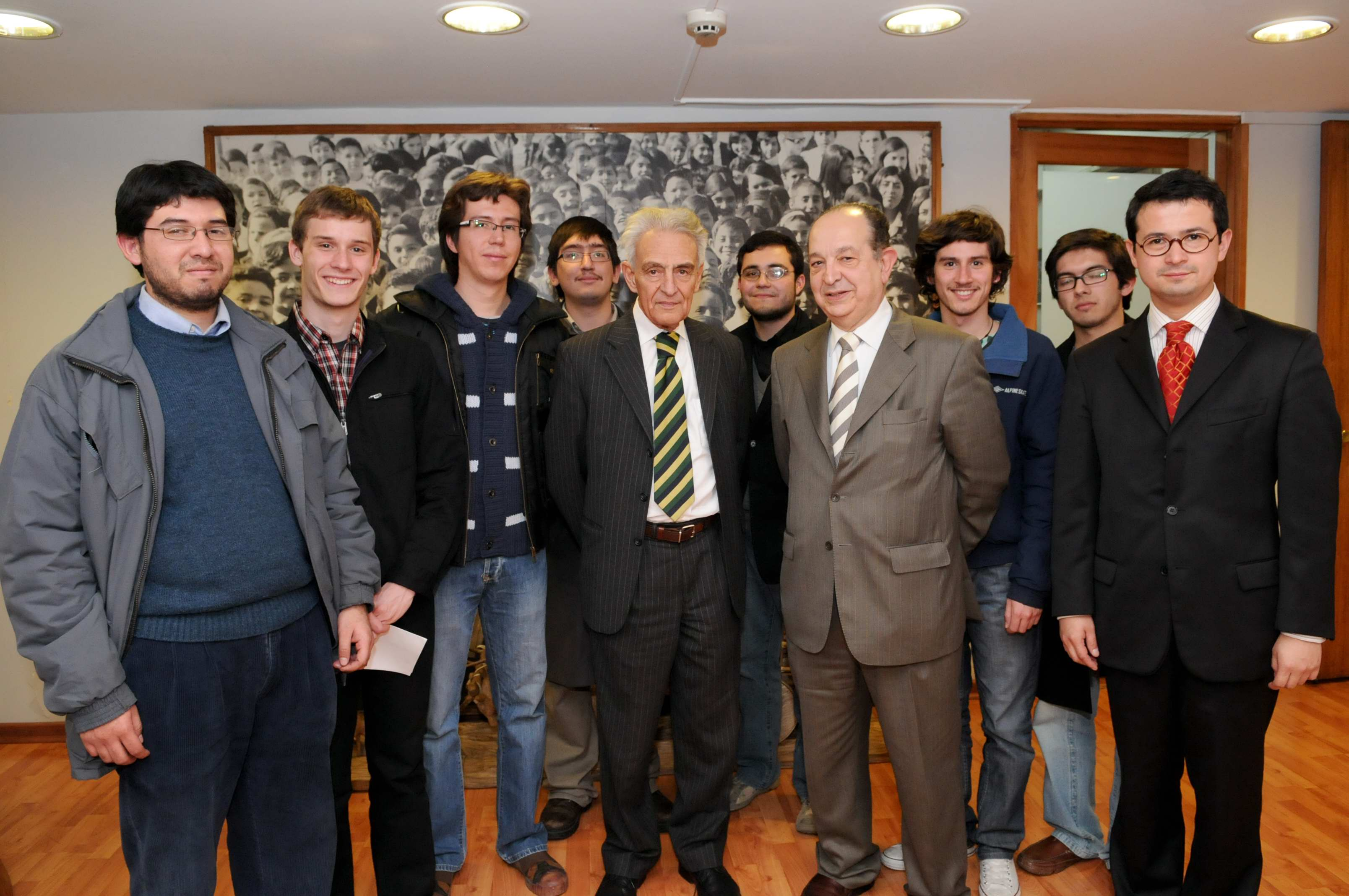
Bravo Lira junto al profesor Roberto Nahum y su equipo de ayudantes.

Bernardino Bravo Lira (Viña del Mar, 31 de enero de 1938) es un historiador, abogado, académico chileno y destacado profesor de la Universidad de Chile, ganador del Premio Nacional de Historia 2010.Ha dedicado la mayor parte de su carrera al estudio de la Historia del Derecho y de las instituciones políticas, destacando por su trabajo de raigambre tradicionalista-española chilena, y una vasta trayectoria de profesor que consta con más de 50 años en la Facultad de Derecho de la Universidad de Chile.
En 1955 ingresó a estudiar Derecho en la Pontificia Universidad Católica de Chile, titulándose como abogado en 1965. Posteriormente realizó estudios de postgrado en la Universidad de Münster. Es miembro de la Sociedad Chilena de Historia y Geografía (desde 1968) y miembro de número de la Academia Chilena de la Historia (desde 1984). En 1966 fue cofundador del Instituto Internacional de Historia del Derecho Indiano.En el año 1970 se convierte profesor titular de la cátedra ordinaria de Historia del Derecho en la Facultad de Derecho de la Universidad de Chile, cátedra que conserva sin interrupciones hasta el día de hoy.

## Distinciones
- 1985 - Distinguido por la Orden Andrés Bello de Venezuela.
- 1990 - Premio Internacional Ricardo Levene por su obra Derecho Común y Derecho Propio en el Nuevo Mundo.
- 2005 - Premio Mejor Docente de Pregrado de la Universidad de Chile.
- 2010 - Premio Nacional de Historia.

## Obras

### Libros
- Formación del Derecho Occidental (1970)[7]
- Régimen de gobierno y partidos políticos en Chile 1924-1973 (1978)[8]
- El Presidente en la Historia de Chile (1986)
- De Portales a Pinochet, Gobierno y régimen de gobierno en Chile (1985)
- Historia de las instituciones políticas de Chile e Hispanoamérica (1986)[9]
- Imagen de Chile en el siglo XX (1988)
- Derecho común y derecho propio en el Nuevo Mundo (1989)
- Poder y respeto a las personas en Iberoamérica. Siglos XVI a XX (1989)
- Editor Portales, el hombre y su obra. La consolidación del gobierno civil (1989)
- El Estado constitucional en Hispanoamérica 1811-1991 (1992)
- La universidad en la historia de Chile: 1622-1992 (1992)
- El absolutismo ilustrado en Hispanoamérica. Chile 1760-1860 de Carlos III a Portales y Montt (1994)
- Por la razón o la fuerza: el Estado de Derecho en la historia de Chile (1996)
- Fortdauer und Problematik des Rechsstaats in Iberoamerika vom 16.bis zum 20.Jh. Ehe, Leben, und Vermögen (2003)
- Les debuts de la codification. Trois grands foyers: Europe centrale, Atlantique et Transatlantique 1750-1804 (2004)
- El juez entre el Derecho y la ley: Estado de Derecho y Derecho del Estado en el mundo hispánico, siglos XVI a XXI (2006)
- Constitución y reconstitución: Historia del Estado en Iberoamérica (Siglos XVI al XXI) (2010)
- Grandes visiones de la Historia (2010)
- Anales de la judicatura chilena: durante cuatro siglos, por mí habla el derecho (2011)
- Una historia jamás contada (Chile, 1811-2011). Cómo salió dos veces adelante (2016)
- El verdadero rostro de Portales (2017) (escrito junto con Sergio Carrasco Delgado, Pablo Olmos Coelho y José Díaz)
- Constitución y Reconstitución (2022)

### Artículos
- Notas sobre el reglamento de comercio libre de 1778 y el régimen jurídico del comercio indiano (1972)
- Oficio y oficina: Dos etapas en la historia del estado indiano (1978)
- Grandes etapas del estado constitucional en Chile y en los demás países de habla castellana y portuguesa (1979)
- La Constitución de 1833 (1983)
- El problema de la Bula de la Cena en tres juristas indianos del siglo XVII (1983)
- Feijoo y la Ilustración católica y nacional en el mundo de habla castellana y portuguesa (1985)
- Centenario del Código Civil español de 1889: Su lugar dentro de la codificación del derecho civil castellano en América española, España y Filipinas (1986)
- Símbolos de la función judicial en el derecho indiano (1986)
- La metamorfosis de la legalidad en Argentina desde el siglo XVIII hasta el siglo XX (1986)
- La Constitución brasileña de 1988: Antecedentes histórico-institucionales (1988)
- El derecho indiano y sus raíces europeas: Derecho común y propio de Castilla (1988)
- Hispanoamérica al filo de los años 1990: Renovación de las instituciones políticas (1989)
- La Constitución de 1988 en Brasil: Trasfondo histórico e institucional (1989)
- Pueblo y representación en la historia de Chile (1990)
- La monarquía moderna en Europa e Iberoamérica: Paralelo institucional (1990)
- El Estado misional: Una institución propia del derecho indiano (1990)
- Parlamentarismo a la chilena (1991)
- Las constituciones iberoamericanas en el siglo XX (1991)
- Sociedad de clases y representación electoral en Chile, 1860-1924 (1991)
- América y la modernidad: De la modernidad barroca e ilustrada a la postmodernidad (1993)
- "Hispaniarum et Indiarum Rex". Monarquía múltiple y articulación estatal de Hispanoamérica y Filipinas. Contrastes entre formas estatales de expansión europea y las formas imperiales y coloniales (1995)
- Monarquía y estado misional: Poder temporal y evangelización en el Nuevo Mundo (1995)
- Protección jurídica de los gobernados en el Nuevo Mundo (1492-1992): Del absolutismo al constitucionalismo (1996)
- Estudios jurídicos y estado modernizador: Cultura de abogados en Chile, 1758-1998 (1998)
- La escuela chilena de historiadores del derecho (Antonio Dougnac y Felipe Vicencio) (2000)
- Constitución y reconstitución: milenio de Hungría (2000)
- Aspectos de la reglamentación del marqués de Castelfuerte sobre medios de pago exterior entre los países del virreinato del Perú (2000)
- Miranda, Jovellanos y Holland, tres críticos del constitucionalismo francés (2001)
- La Corte Suprema de Chile (1823-2003), cuatro caras en 180 años (2003)
- Bicentenario del Código Penal de Austria: Su proyección desde el Danubio a Filipinas (2004)
- Régimen virreinal: Constantes y variantes de la Constitución política en Iberoamérica (siglos XVI al XXI) (2004)
- La monarquía y su papel en la unificación y expansión de los pueblos hispánicos (2004)
- La fortuna del código penal español de 1848. Historia de cuatro actos y tres continentes: De Mello Freire y Zeillier a Vasconcelos y Sejías Lozano (2004)
- Alemania Oriental y Chile. La asfixia del poder (2008)
- Construcción y desconstrucción: El sino del racionalismo moderno de la Ilustración a la postmodernidad (2009)
- El más antiguo estado de derecho en Europa y en América (siglos XI al XXI): Parangón entre el "si recte facias" hispánico, el "rule of law" inglés y el "règne de la loi" ilustrado (2010)
- Bello y Stahl ante la crisis del Estado de derecho de uno y otro lado de los Pirineos (2011)